# 正会員
| ウィキペディアには「正会員」という見出しの百科事典記事はありません（タイトルに「正会員」を含むページの一覧/「正会員」で始まるページの一覧）。 代わりにウィクショナリーのページ「会員」が役に立つかもしれません。 |